# Municipio de Blue Valley
El municipio de Blue Valley (en inglés: Blue Valley Township) es un municipio ubicado en el condado de Pottawatomie en el estado estadounidense de Kansas. En el año 2010 tenía una población de 343 habitantes y una densidad poblacional de 2,68 personas por km².

## Geografía
El municipio de Blue Valley se encuentra ubicado en las coordenadas 39°27′21″N 96°38′34″O / 39.45583, -96.64278. Según la Oficina del Censo de los Estados Unidos, el municipio tiene una superficie total de 128.03 km², de la cual 115,04 km² corresponden a tierra firme y (10,15 %) 12,99 km² es agua.

## Demografía
Según el censo de 2010, había 343 personas residiendo en el municipio de Blue Valley. La densidad de población era de 2,68 hab./km². De los 343 habitantes, el municipio de Blue Valley estaba compuesto por el 96,21 % blancos, el 0,29 % eran afroamericanos, el 0,87 % eran amerindios y el 2,62 % eran de una mezcla de razas. Del total de la población el 2,04 % eran hispanos o latinos de cualquier raza.